# El Muelle
El Muelle är en ort i Mexiko.   Den ligger i kommunen Miacatlán och delstaten Morelos, i den sydöstra delen av landet, 80 km söder om huvudstaden Mexico City. El Muelle ligger 969 meter över havet och antalet invånare är 242.
Terrängen runt El Muelle är kuperad åt nordväst, men åt sydost är den platt. Runt El Muelle är det ganska tätbefolkat, med 185 invånare per kvadratkilometer. Närmaste större samhälle är Temixco, 16,2 km nordost om El Muelle. Omgivningarna runt El Muelle är en mosaik av jordbruksmark och naturlig växtlighet.